# Rivière Vassal
Pour les articles homonymes, voir Vassal.
La rivière Vassal est un affluent de la rive sud-est de la rivière Castagnier, coulant successivement dans la municipalité de La Morandière et le territoire non organisé de Lac-Despinassy, dans la municipalité régionale de comté (MRC) de Abitibi, dans la région administrative de l’Abitibi-Témiscamingue, au Québec, au Canada.
La rivière Vassal coule en territoire forestier dans les cantons de Vassal et Bernetz. La foresterie constitue la principale activité économique de ce bassin versant ; ensuite, il y a l’agriculture et les activités récréotouristiques. La surface de la rivière est habituellement gelée du début de décembre à la fin d’avril.

## Géographie

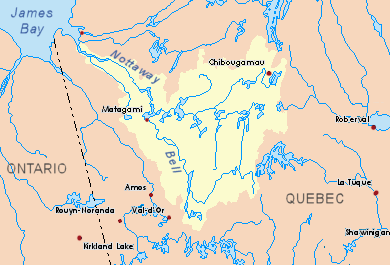
Bassin hydrographique de la rivière Nottaway.

Les bassins versants voisins de la rivière Vassal sont :
- côté nord : rivière Bigniba, rivière Laflamme, rivière Bernetz ;
- côté est : rivière Laflamme, rivière Taschereau, rivière Bell, ruisseau Lavigne ;
- côté sud : rivière Harricana, rivière Senneville, rivière Courville, rivière Laflamme, rivière de la Morandière ;
- côté ouest : rivière Obalski, rivière Bernetz, rivière Harricana, rivière Castagnier.

La rivière Vassal prend sa source dans La Morandière entre le chemin Vassal et la route 395 (rang 9e et 10e Est).
Le cours de la rivière Vassal coule sur environ 34 km selon les segments suivants :
- 2,4 km vers le nord, jusqu’au chemin Vassal ;
- 17,4 km vers le nord en longeant du côté ouest la route Lamarandière-Vassal, jusqu’au pont routier de cette route ;
- 10,6 km vers le nord, en longeant du côté est la route Lamarandière-Vassal, jusqu’à sa confluence[2].

La rivière Vassal se déverse sur la rive sud-est de la rivière Castagnier. Cette confluence de la rivière Vassal est située à :
- 16,2 km au sud-est de la confluence de la rivière Castagnier avec la rivière Laflamme ;
- 52,5 km au sud-est de la confluence de la rivière Laflamme avec la rivière Bell ;
- 43,2 km à l'ouest de l’embouchure du lac Parent ;
- 54,6 km au nord-est du centre-ville de Amos ;
- km au sud-est du centre du village de Lebel-sur-Quévillon ;
- 46,2 km au sud-est du centre-ville de Senneterre ;

## Toponymie
Le toponyme rivière Vassal a été officialisé le 5 décembre 1968 à la Commission de toponymie du Québec, soit lors de sa création.